# José Fernández Ríos

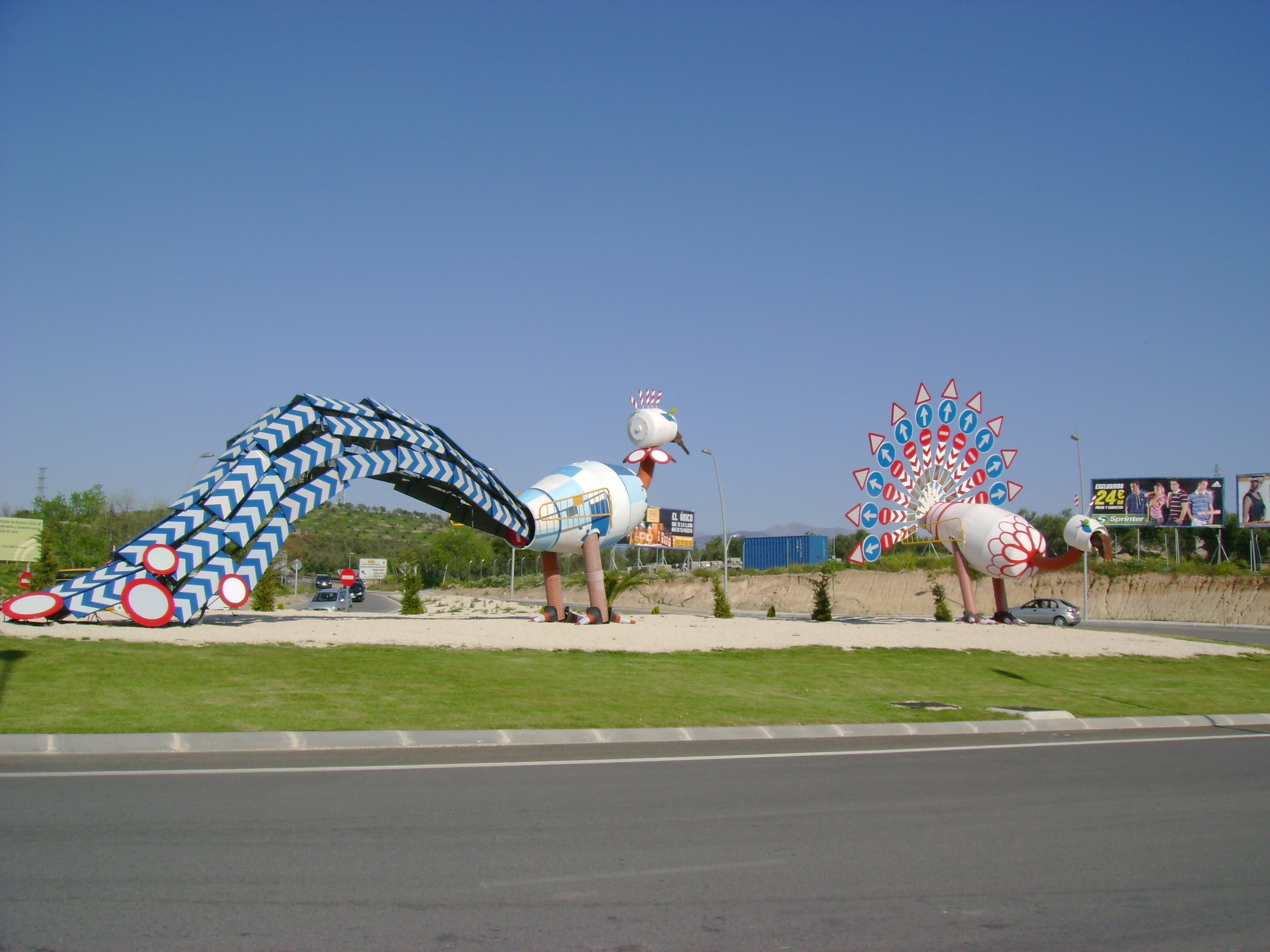
La rotonda de los Pavos

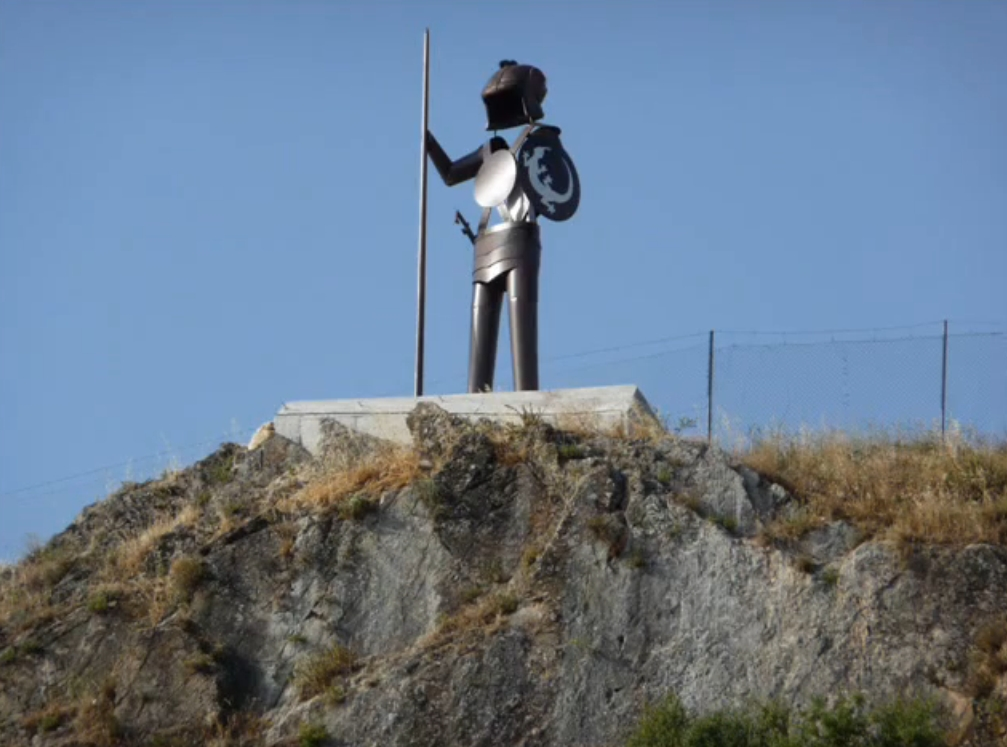
Guerrero íbero

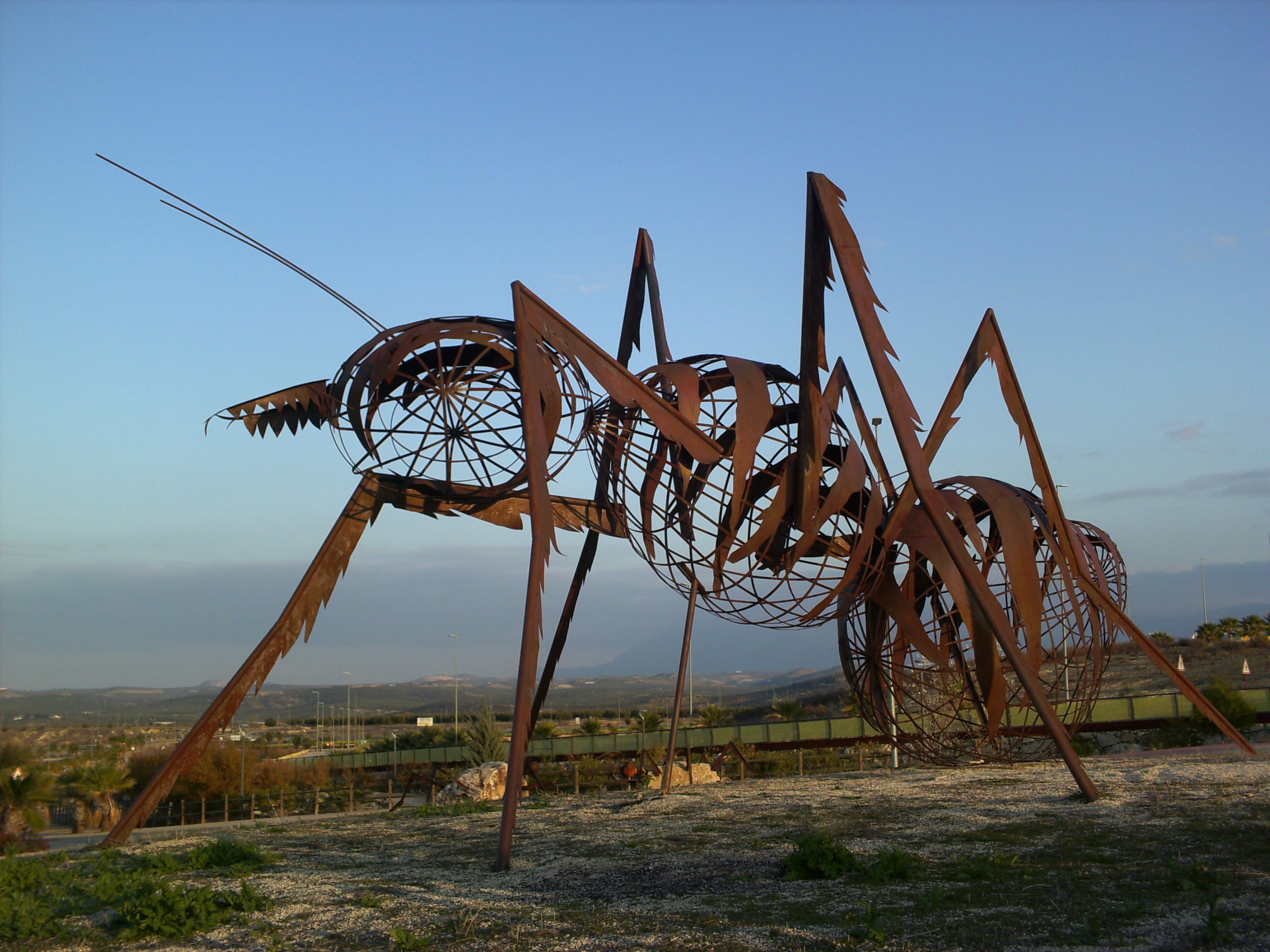
El Hormigón, parte del conjunto de Las Hormigas

José Fernández Ríos (Orcera, 24 de abril de 1962), también conocido como José Ríos, es un pintor hiperrealista y escultor español. Varias de sus obras pueden observarse al aire libre y forman parte del imaginario colectivo y cultura popular de la ciudad de Jaén. Además, ha realizado múltiples murales en fachadas de edificios incluyendo el más grande de España, en Estepona. Su residencia y taller se encuentra en la antigua cantera de Jabalcuz, abandonada en los años 60, donde mantiene sus obras antiguas.

## Obras y arte callejero

### Pintura
Destaca su producción de pintura hiperrealista  con obras que reflejan paisajes urbanos de Jaén y Nueva York, pero también pinturas que reflejan chatarra. Dos títulos conocidos son Demolición de la Universidad Politécnica y La Carrera de Jaén.

### Esculturas

#### En Jaén
- Guerrero íbero: escultura situada en el Cerro de los Lírios, en la entrada de la ciudad desde la carretera de Córdoba.
- Pavos: obra del año 2007 situada en una rotonda cercana a la Universidad de Jaén (avenida de Antonio Pascual Acosta) y elaborada con señales y material de construcción reutilizados.[7]
- Flores: situada y realizada de igual manera que la anterior.
- El Hormigón y Las Hormigas: esculturas situadas en torno a una glorieta del Polígono Industrial Nuevo Jaén, calle Beatriz Núñez (norte, hacia calle Ana de Granada).
- El lagarto de Jaén: en el Distribuidor Norte, obra que mezcla escultura y grafiti, elaborada en colaboración con el graffitero Miguel Ángel Belinchón, Belin.[8]
- Conjunto de esculturas de la Vía Verde de Jabalcuz. Son casi una docena.
- Jardinera con la forma del lagarto de Jaén en el Bulevar de la capital.[9]
- Dos farolas con forma de flores en la calle Roldán y Marín en 2017.[10]Tras las obras de peatonalización de la calle en 2019 se volvió a colocar sólo una de ellas.

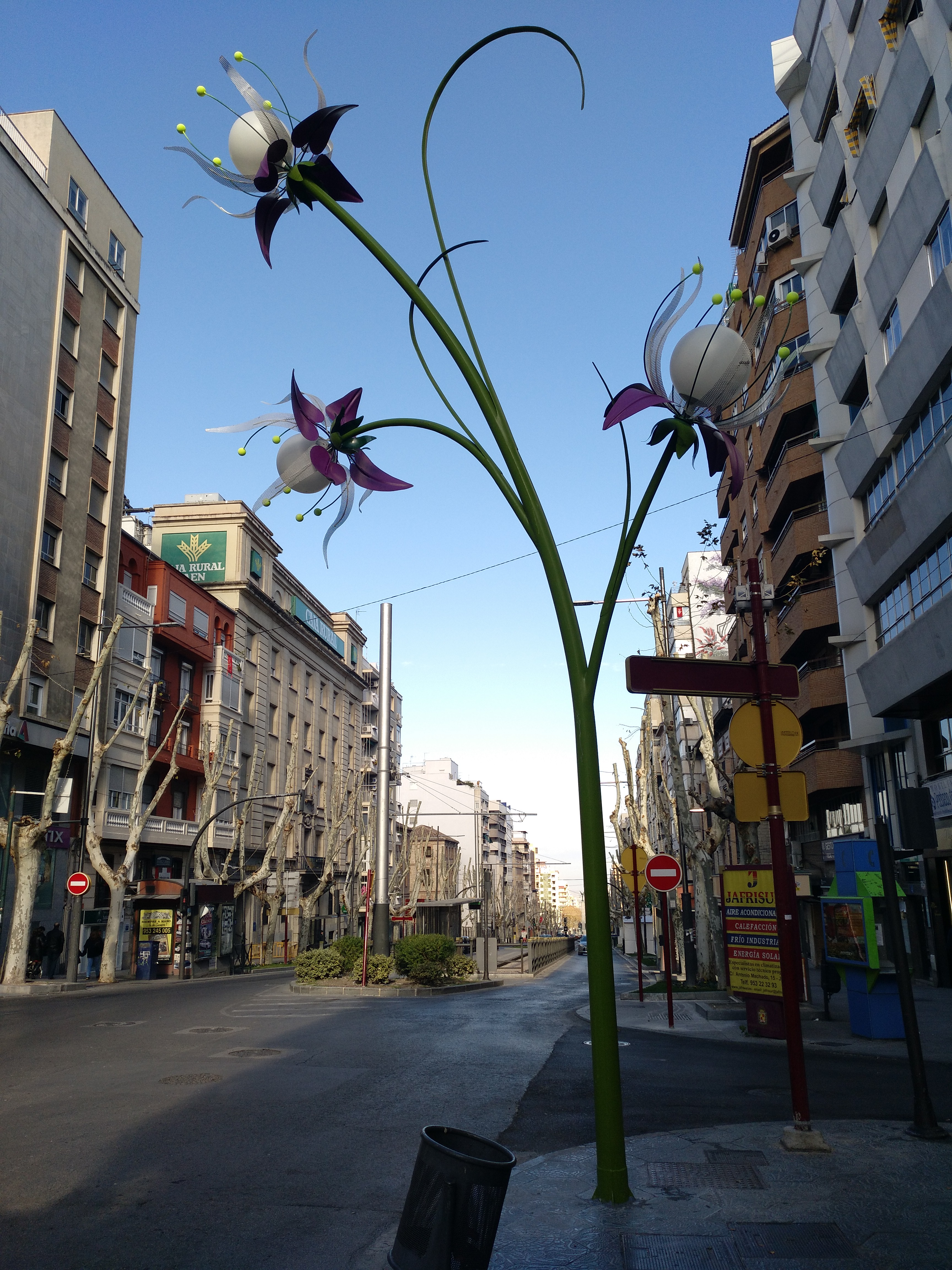
Farolas con forma de flores

#### EnPuente de Génave[11]
- Evolución Trabada: torre eléctrica de forma anudada.[12]
- El Chapuzón: una escultura de unos niños lanzándose al río desde el puente.
- Escultura situada a lo largo del pretil de una escalera. Realizada en planchas de metal y de color óxido, simboliza el trasiego histórico de personas por esa escalera, conforme se asciende a lo largo del murete.

### Murales
Ha realizado murales en Linares, Sevilla y varios municipios de la provincia de Málaga, aquí se pueden observar la totalidad.
- Mar de regatas: Situado en el barrio El Boquetillo en Fuengirola.[14]
- Día de pesca: Se trata del mural más grande de España, fue pintado en 2014 y está situado en Estepona.[3]

- Les Rivages: Estrenado en 2023, en Almuñecar, el más grande de Europa.[15]
- Mural nº18. Montañas y alpinistas. Realizada en 2021, forma parte del conjunto de obras del Barrio El Almendral, Jaén. Aprovecha el muro construido sobre la roca.[16]

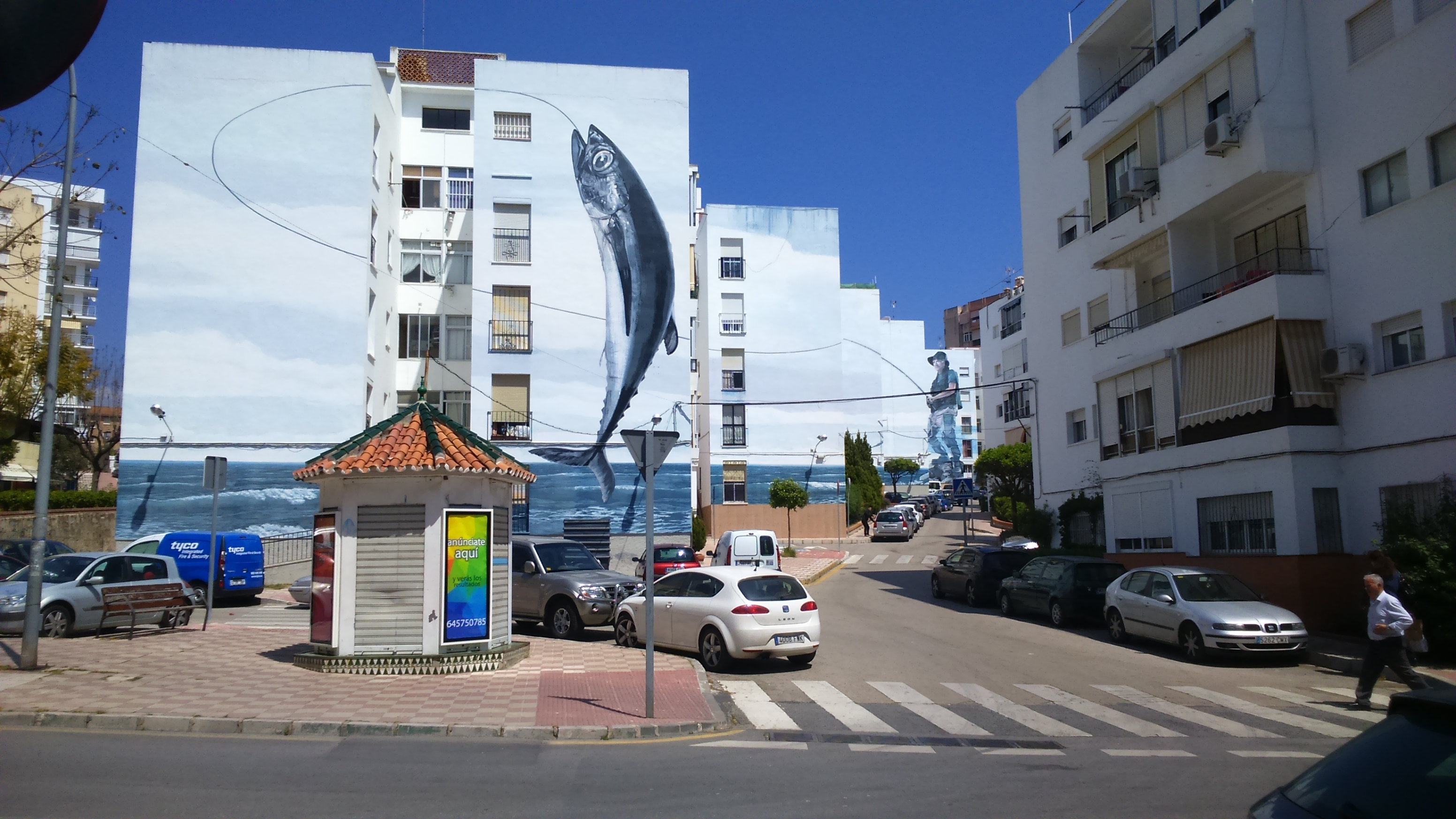
Mural Día de Pesca, el más grande de España.

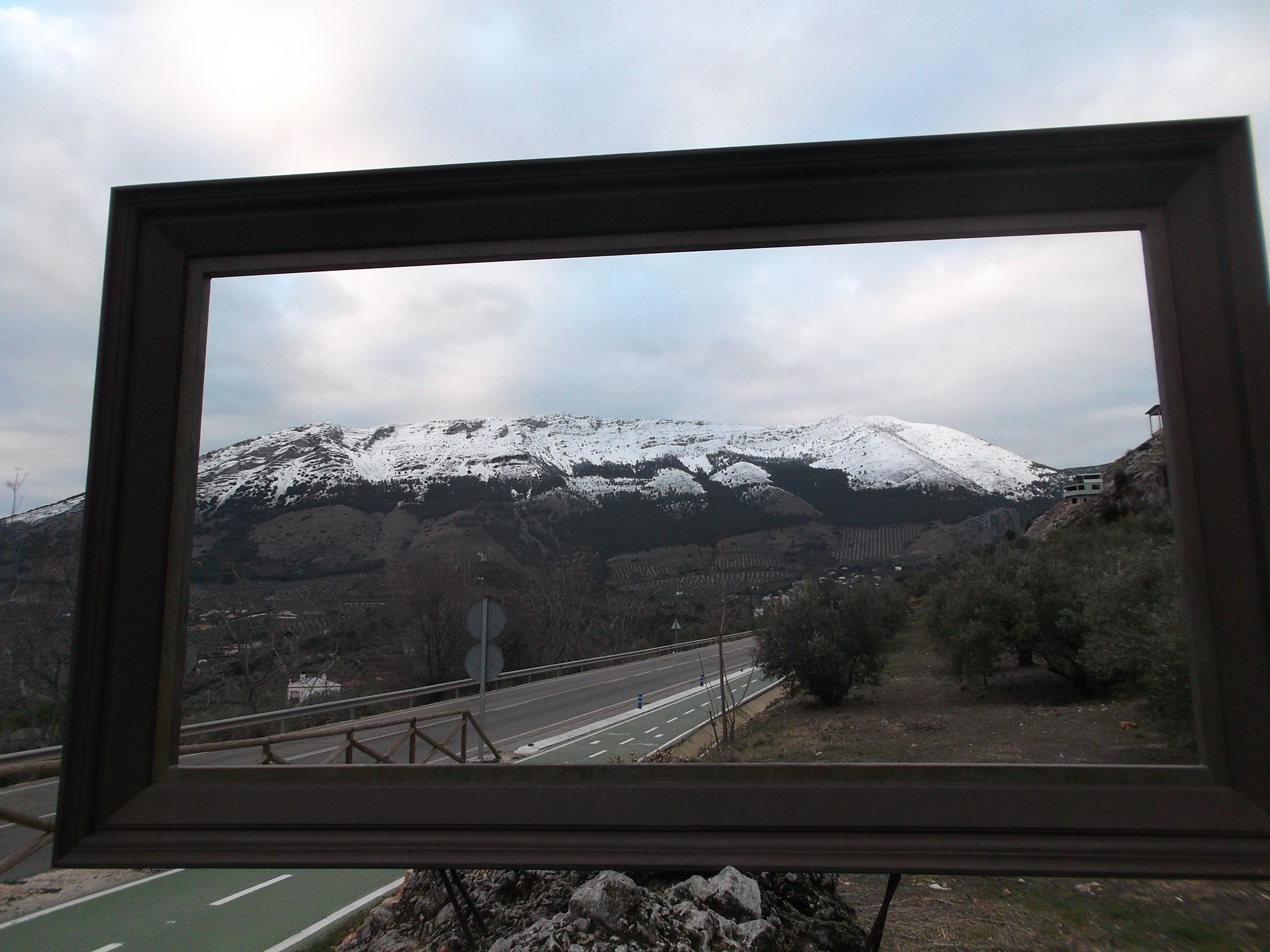
Una de las obras situadas en la vía verde de Jabalcuz